# 二瀬ダム
二瀬ダム（ふたせダム）は、埼玉県秩父市、一級河川・荒川の本流最上流部に建設されたダムである。
国土交通省関東地方整備局が管理する国土交通省直轄ダムで、荒川水系では初となる多目的ダムである。高さ95.0mの重力式アーチダム。荒川の治水と埼玉県北西部の既得農地に対する農業用水補給および県営の水力発電が目的である。浦山ダム（浦山川）や滝沢ダム（中津川）と共に荒川上流ダム群を形成している。ダムによって形成された人造湖は、秩父宮妃によって秩父湖（ちちぶこ）と命名された。秩父多摩甲斐国立公園に指定されている。

## 沿革
荒川は名前が示す通り古くから氾濫を繰り返す河川であった。このため荒川放水路開削を始め様々な治水対策が行われてきたが、1947年（昭和22年）のカスリーン台風によって流域は更なる被害を受けた。建設省（現・国土交通省関東地方整備局）は荒川の治水を図るべく「荒川総合開発事業」に着手。この中でダムによる洪水調節を目論んだ。こうして計画されたのが二瀬ダムであり、1952年（昭和27年）より建設が開始され1961年（昭和36年）に完成した。
ダムの型式は重力式コンクリートダムとアーチ式コンクリートダムの利点を兼ね備えた重力式アーチダムであり、ダムの高さは95mである。荒川沿岸の洪水調節、荒川沿岸の既得農地に対する慣行水利権分の農業用水補給を図る不特定利水、および埼玉県企業局による水力発電が目的の多目的ダム（特定多目的ダムである。この後、荒川水系には浦山ダム（浦山川）、滝沢ダム（中津川）が完成し、この3ダムは近い位置にあり「荒川上流ダム群」と総称される。
国道140号は、かつて当ダム湖（秩父湖）沿いを駒ヶ滝トンネルで通っていたが、このトンネルは信号制御の片側交互通行かつ、当ダム管理道路を兼ねる埼玉県道278号秩父多摩甲斐国立公園三峰線がトンネル内で分岐しており、危険であった。そこで、当ダムの管理所を移設し、その跡地上に管理道路・県道と交差する対面2車線の橋梁を通し、国道を移転することで交差点が地上かつ広くなり、安全性が向上した（管理道路・県道は片側交互通行のまま）。当ダムの管理所がダム本体から離れたところにあるのはこのためである。

## 秩父湖
ダムによって出来た人造湖は秩父湖と呼ばれ、秩父多摩甲斐国立公園に指定されている観光地であり秩父市（旧秩父郡大滝村 (埼玉県)）に位置している。ダムの天端には埼玉県道278号が通っており、国道140号と多くの観光客で賑わう三峰山・三峯神社を結ぶルートとして利用されている。秩父湖沿いの国道140号は秩父往還とも呼ばれ、かつては甲斐と秩父を結ぶ主要街道であったが、雁坂峠という難所があり、長い間点線国道となっていた。滝沢ダム建設に伴い中津川沿いに変更となり、さらに1998年（平成10年）には雁坂トンネルが開通。これに伴い秩父市から甲府市間の所要時間を大幅に短縮させることができた。
また、秩父湖からは和名倉山への登山道が延びているが、笹薮に覆われた難コースである。

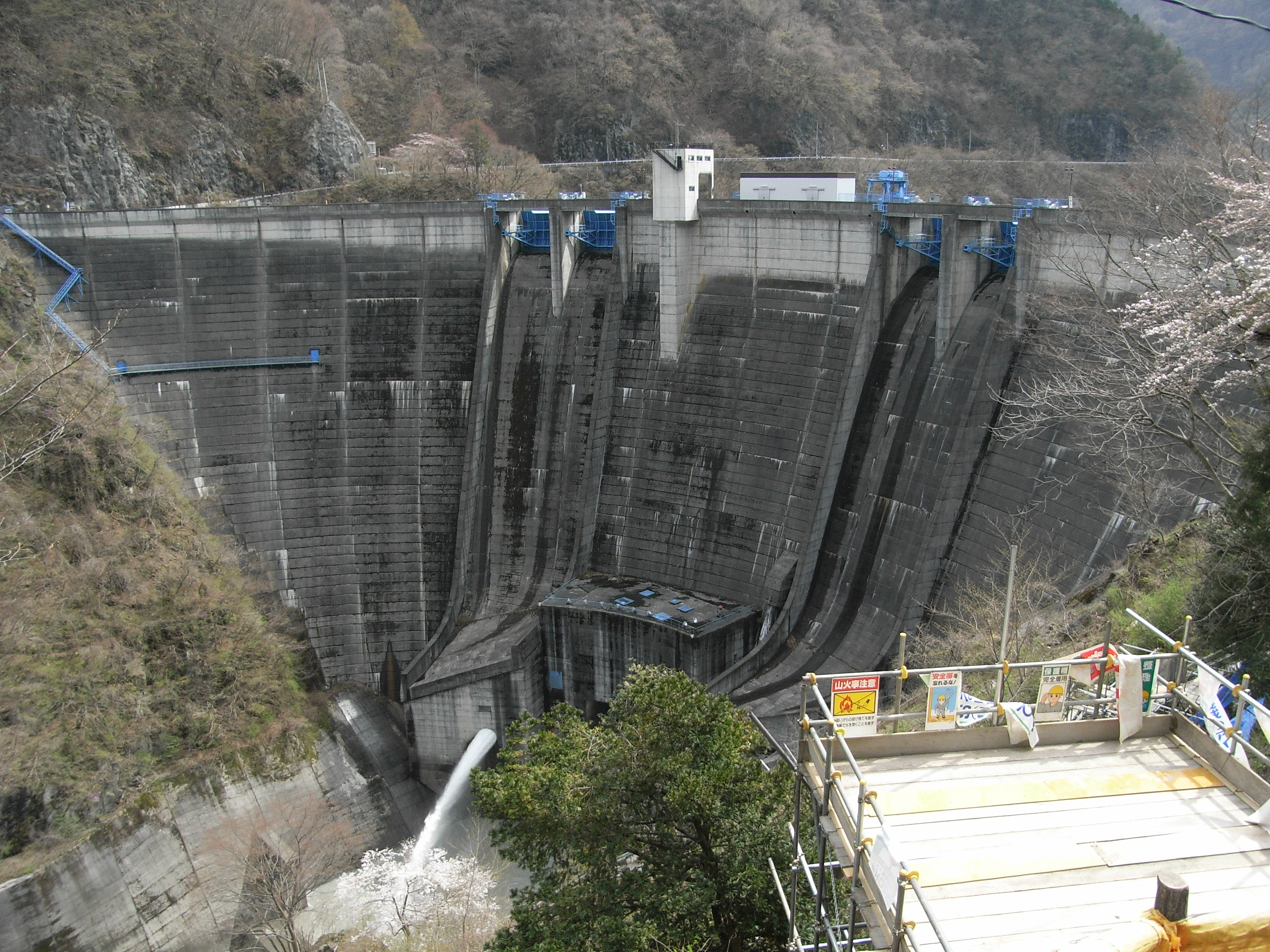
二瀬ダム
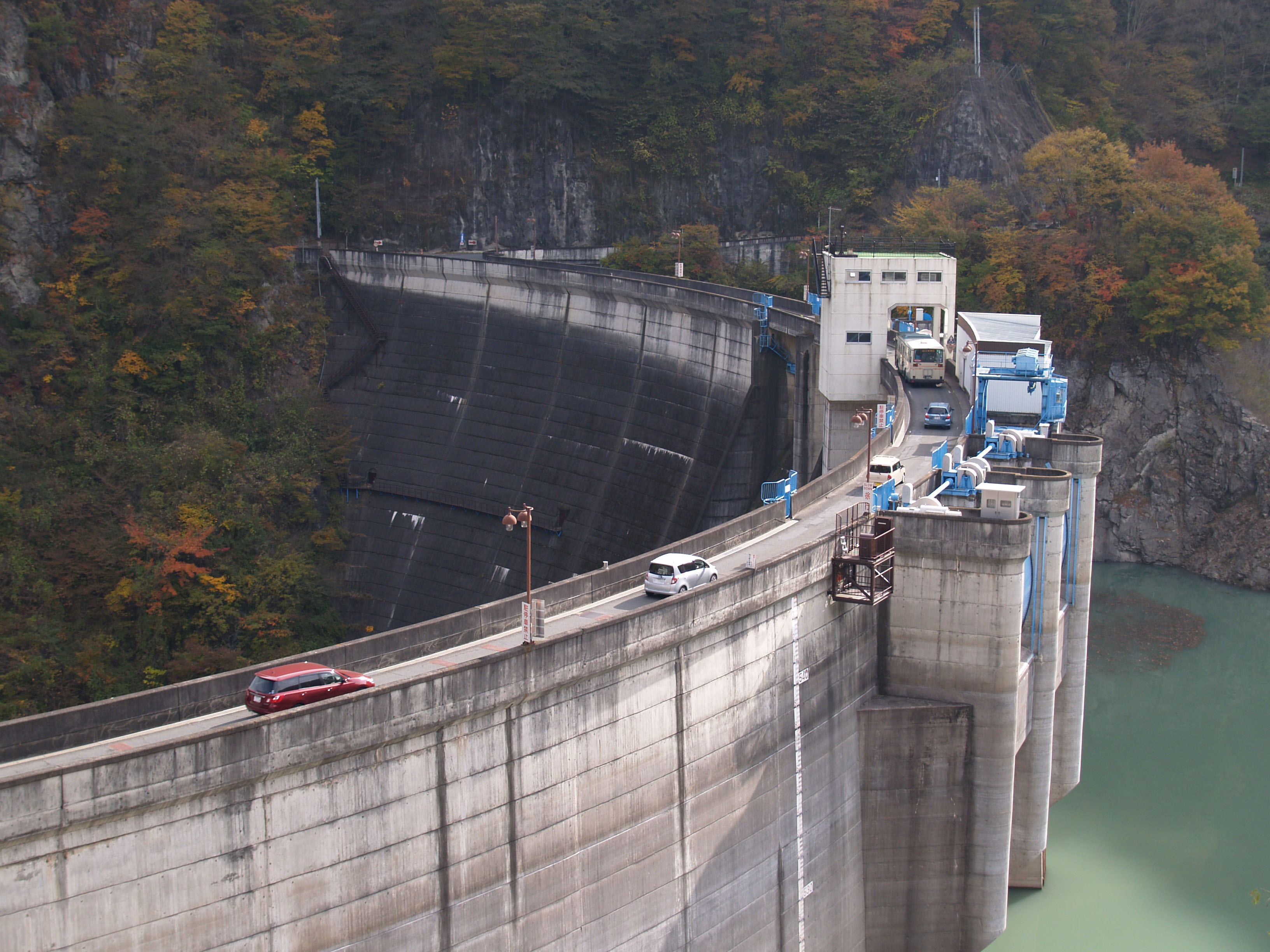
ダム天端上を県道が通過する
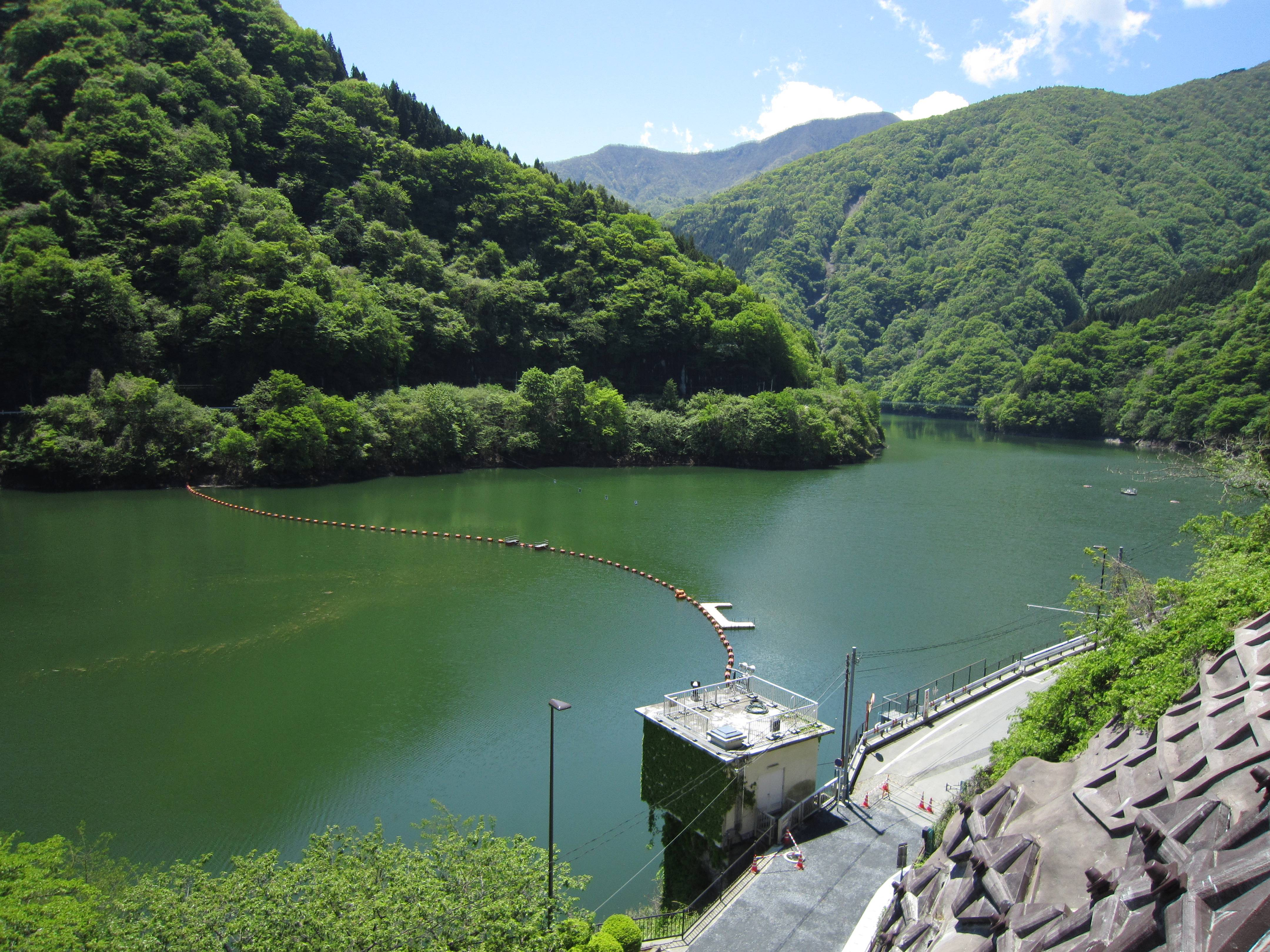
秩父湖
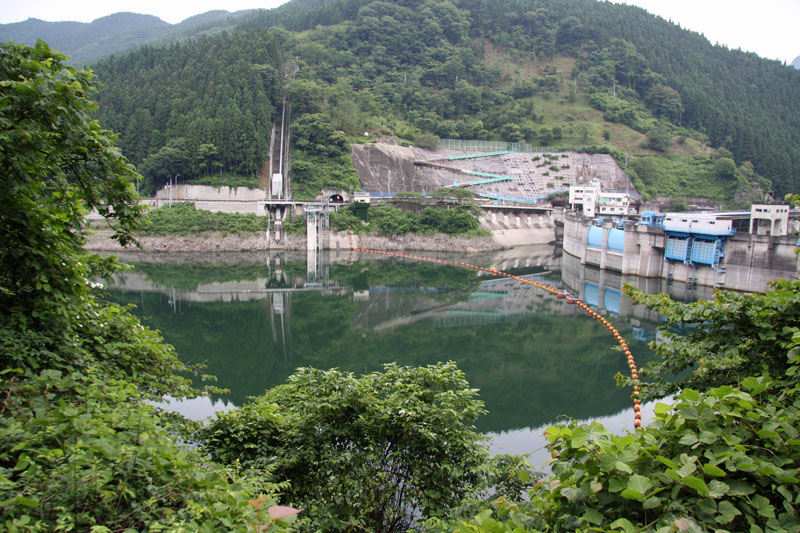
二瀬ダムと秩父湖
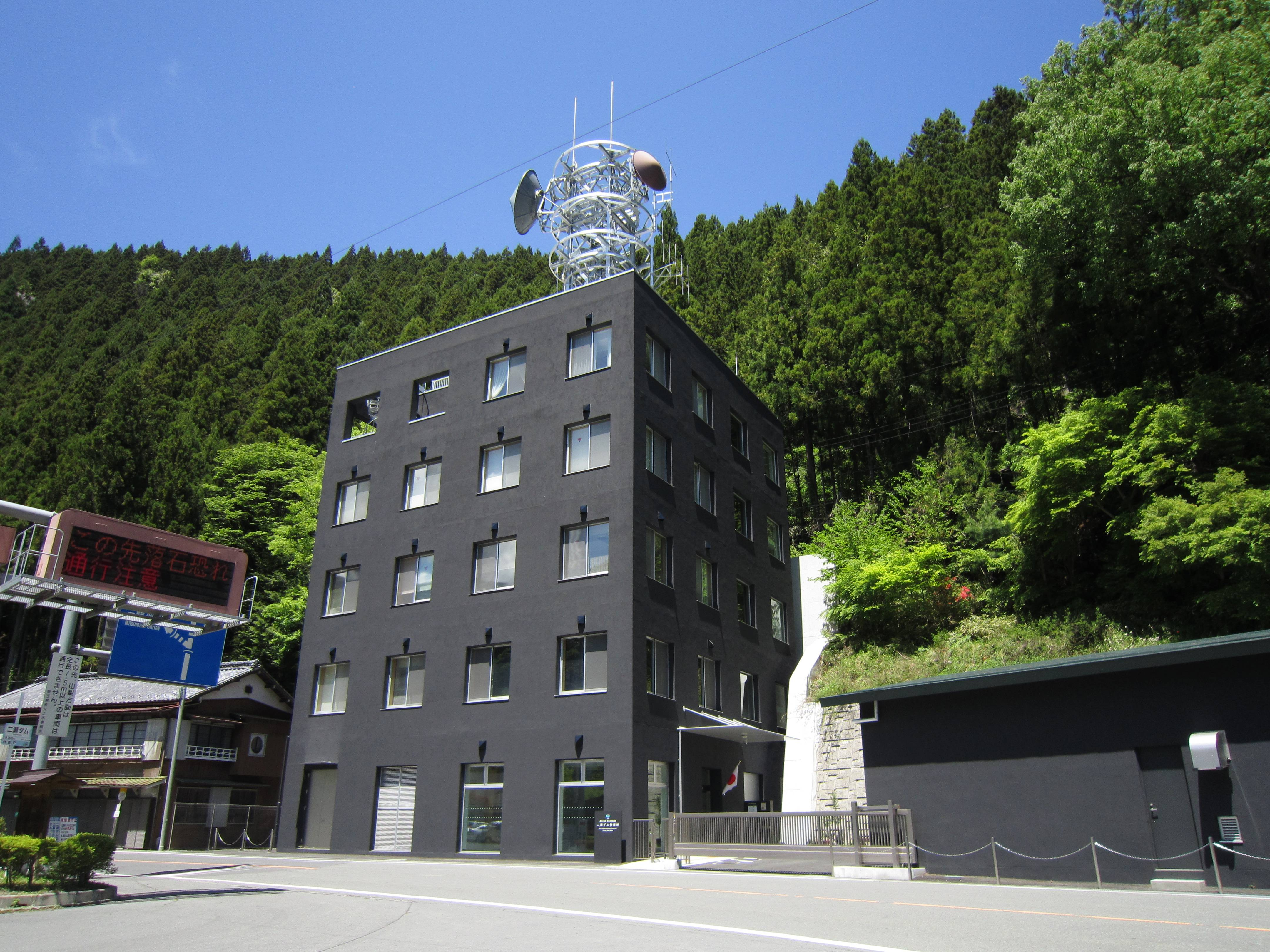
二瀬ダム管理所
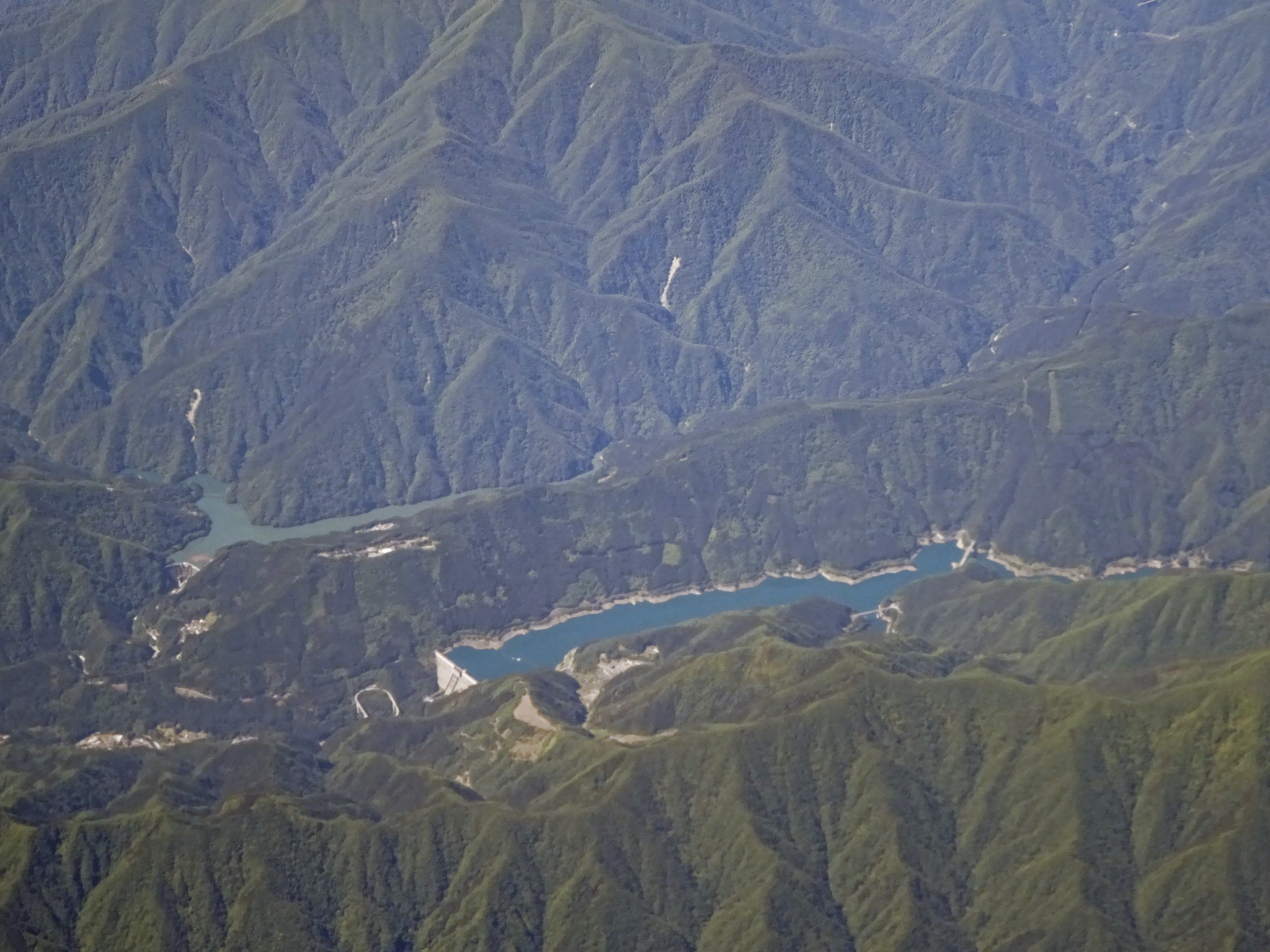
滝沢ダムと二瀬ダム（奥側）を空撮

## 荒川上流ダム群再開発～新大洞ダム～
荒川の治水・利水は「荒川総合開発事業」および1974年（昭和49年）の「水資源開発促進法」に基づく荒川水系の利根川水系水資源開発基本計画への編入、「利根川・荒川水資源開発基本計画」によって、水資源開発は独立行政法人水資源機構が主体となって水資源整備を行っている。一方治水を担当する国土交通省は荒川の治水計画改訂において、2004年（平成16年）より荒川上流ダム群（二瀬ダム・滝沢ダム・浦山ダム）の治水容量を再検討する「荒川上流ダム群再開発事業」に着手、現在実施計画調査に入っている。以下に挙げる3つある内容を比較検討し、最終的な再開発事業に着手しようとしている。
1. 従来の3ダムの有効貯水容量の再検討
2. 二瀬ダム再開発計画（ダムの堤高を嵩上げする）
3. 大洞ダム再開発計画（ダム直下に新しいダムを建設する）

大洞ダム再開発計画については、秩父湖に注ぐ大洞川に1960年（昭和35年）、埼玉県企業局により完成した発電専用ダム・大洞ダム（重力式コンクリートダム・堤高24.7m）の直下流に国土交通省によって新しいダムを建設するというものである。このダムは「新大洞ダム」と暫定的に呼ばれているが、堤高155mの巨大な重力式コンクリートダムを建設し、総貯水容量3,300万m3のほぼ全てを洪水調節容量に充てるという治水ダムを建設する計画するものである。最終的にどの案になるのかは現在検討中であるため、新大洞ダムの具体的な内容については骨格が固まっていない。

## 二瀬ダムが登場する作品

### 漫画
- ダムマンガ（井上よしひさ）